# Oliver Krischer

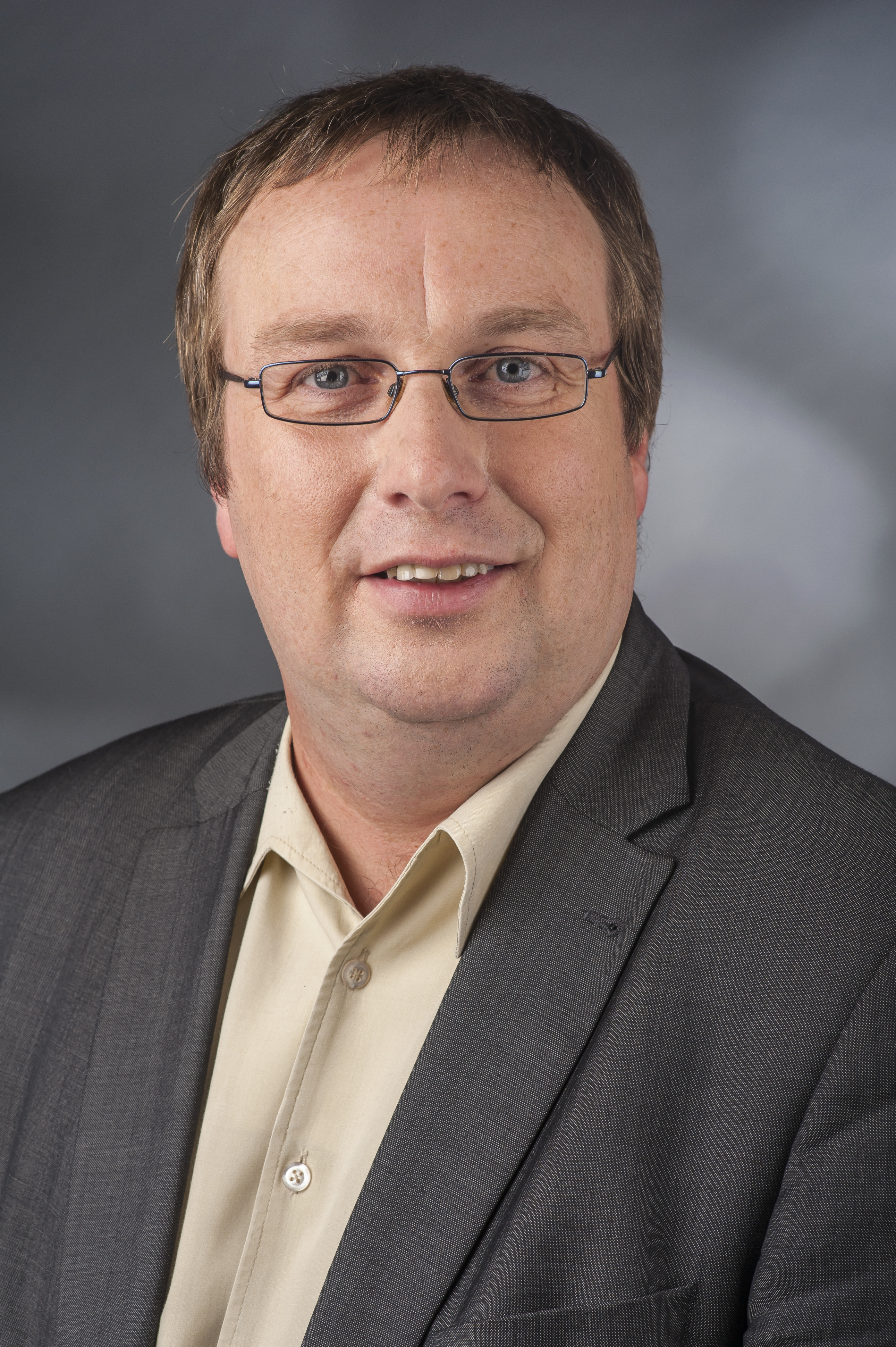
Oliver Krischer (2014)

Oliver Michael „Olli“ Krischer (* 26. Juli 1969 in Zülpich) ist ein deutscher Politiker (Bündnis 90/Die Grünen) und seit dem 29. Juni 2022 Minister für Umwelt, Naturschutz und Verkehr des Landes Nordrhein-Westfalen im Kabinett Wüst II.
Er war von 2009 bis 2022 Mitglied des Deutschen Bundestages und vom 8. Dezember 2021 bis zum 28. Juni 2022 Parlamentarischer Staatssekretär beim Bundesminister für Wirtschaft und Klimaschutz.

## Familie
Krischer lebt in Düren, ist mit Sybille Haußmann verheiratet und hat zwei Söhne.

## Ausbildung und Beruf
Krischer wuchs in Heimbach (Eifel) auf. Nach Abitur und Zivildienst studierte er Biologie an der RWTH Aachen. Nach eigenen Angaben erreichte er dort keinen Abschluss. Von 1997 bis 2002 war er Mitarbeiter der Bundestagsabgeordneten Michaele Hustedt. Von 2002 bis 2009 war er Mitarbeiter der Landtagsfraktion NRW der Grünen im Bereich Energie, Landwirtschaft und Landesplanung.

## Politische Laufbahn

### Kommunal- und Parteipolitik
Im Jahr 1989 wurde Krischer Parteimitglied bei Bündnis 90/Die Grünen. Von 1994 bis 2009 war er Mitglied im Kreistag Düren und von 1997 bis 2009 Vorsitzender der Fraktion Bündnis 90/Die Grünen im Kreistag Düren. Seit 2005 ist er Vorsitzender des Kreisverbandes der Grünen in Düren und seit 2006 Mitglied im Bezirksvorstand Mittelrhein der Grünen.

### Mitglied des Bundestages (2009 bis 2022)
Seit 2009 war Krischer Mitglied des Deutschen Bundestages. Dort war er zunächst bis 2013 Mitglied im Ausschuss für Wirtschaft und Technologie. Zudem war er stellvertretendes Mitglied im Bundestagsausschuss Umwelt, Naturschutz und Reaktorsicherheit sowie Sprecher der Bundestagsfraktion Bündnis 90/Die Grünen für den Bereich Energiewirtschaft.
Von 2013 bis 2021 war er einer der fünf stellvertretenden Vorsitzenden der Bundestagsfraktion Bündnis 90/Die Grünen, politischer Koordinator des Arbeitskreises 2 (Umwelt, Naturschutz, Reaktorsicherheit, Tierschutz, Klima, Energie, Nachhaltigkeit, Bau, Wohnen und Stadtentwicklung, Verkehr, Agrarpolitik und Ernährung, Tourismus, Aufbau Ost). Zudem war er als stellvertretendes Mitglied im Ausschuss für Wirtschaft und Energie sowie im Ausschuss für Verkehr und digitale Infrastruktur.
Auch im 19. Deutschen Bundestag gehörte Krischer als stellvertretendes Mitglied dem Ausschuss für Verkehr und digitale Infrastruktur, dem Ausschuss für Wirtschaft und Energie sowie dem Ausschuss für Umwelt, Naturschutz und nukleare Sicherheit an. Zudem war er Mitglied des zweiten Untersuchungsausschusses des Bundestages, der das Verhalten der Bundesregierung im Zusammenhang mit der Vorbereitung und Einführung der Infrastrukturabgabe (Pkw-Maut) umfassend aufklären soll. Er saß für die Grünen außerdem im Untersuchungsausschuss zum VW-Abgasskandal.
Trotz seines Bundestagsmandates und eines Wohnsitzes in Düren war Krischer einer von sechs Kandidaten der vorgezogenen Wahl zum Städteregionsrat der Städteregion Aachen. Bei dieser Wahl erreichte er am 4. November 2018 den dritten Platz (21,22 Prozent) hinter Daniela Jansen (SPD, 27,88 Prozent) und Tim Grüttemeier (CDU, 39,24 Prozent).
Zur Bundestagswahl 2021 trat Krischer erneut an und kandidierte hinter Britta Haßelmann auf Platz 2 der Grünen Landesliste in Nordrhein-Westfalen. Im Gegensatz zu vorherigen Wahlen bewarb er sich nicht mehr um das Direktmandat im Bundestagswahlkreis Düren, sondern trat mit Erfolg im Bundestagswahlkreis Aachen I an.
Nach seiner Ernennung zum Landesminister im Kabinett Wüst II legte Krischer sein Bundestagsmandat nieder. Für ihn rückte Michael Sacher nach.

### Parlamentarischer Staatssekretär im Bundesministerium für Wirtschaft und Klimaschutz (2021 bis 2022)
Vom 8. Dezember 2021 bis zum 28. Juni 2022 war er Parlamentarischer Staatssekretär beim Bundesminister für Wirtschaft und Klimaschutz Robert Habeck (Bündnis 90/Die Grünen). In diesem Amt folgte ihm Stefan Wenzel nach.

### Minister für Umwelt, Naturschutz und Verkehr des Landes Nordrhein-Westfalen (ab 2022)
Im Juni 2022 wurde bekannt, dass Krischer auf Vorschlag von Bündnis 90/Die Grünen zum Minister für Verkehr, Umwelt und Naturschutz des Landes Nordrhein-Westfalen im Kabinett Wüst II (schwarz-grüne Koalition) berufen werden soll. Er wurde am 29. Juni 2022 im nordrhein-westfälischen Landtag vereidigt.

## Positionen und Kontroversen
Als Schwerpunkte behandelt Krischer u. a. die Themen Autobahnmaut und sanierungsbedürftige Bahnbrücken. Schwerpunkte seiner Arbeit innerhalb der Klima- und Energiepolitik sind Fragen in der Effizienz der Energieerzeugung, Kraft-Wärme-Kopplung, Strommarktdesign, eine Reformierung des Bergrechts, das Fracking und die CCS-Technologie (CO2-Abscheidung und Speicherung). Oliver Krischer ist als lokaler Grünen-Abgeordneter für die Wahlkreise Aachen, Düren, Euskirchen, Heinsberg und Rhein-Erft zuständig. Lokale Wahlkreisbüros betreibt er in Aachen und in Düren. In seinem Wahlkreis Düren beschäftigt sich Krischer unter anderem mit den Problemen im Zusammenhang mit dem Braunkohletagebau im Rheinischen Revier, wie etwa Umsiedlungen, Landschaftszerstörung, Bergschäden und Feinstaubbelastung, mit Problemen im Zusammenhang mit den atomaren Altlasten des Forschungszentrums Jülich sowie mit der Stilllegung des belgischen Kernkraftwerk Tihange.
Im Mai 2019 forderte er stärkere Liberalisierungen im Schienenverkehr. So sollten seines Erachtens Fahrscheine für Privatbahnen auch an Automaten der Deutschen Bahn gelöst werden können. Außerdem sollten private Schienenunternehmen bei Trassennutzungen für Fernverkehrsstrecken bevorzugt werden.
Im Juni 2021 verteidigte er in der Talkshow Markus Lanz die inhaltlichen Korrekturen des Lebenslaufs von Kanzlerkandidatin Annalena Baerbock sowie die Plagiatsvorwürfe gegen das am 17. Juni 2021 präsentierte Baerbock-Buch Jetzt. Wie wir unser Land erneuern unter anderem durch die Behauptung, Plagiate seien sowohl im konkreten Fall als auch darüber hinaus grundsätzlich „eine Lappalie“.
Im Bundestagswahlkampf 2021 warf er dem CDU-Kanzlerkandidaten Armin Laschet auf Twitter vor, dessen Klimapolitik koste „überall auf der Welt [...] Menschen das Leben“ und unterstellte Laschet damit nach Ansicht von Kritikern eine indirekte Mitschuld an der Hitzewelle in Nordamerika 2021. Politiker von CDU und FDP warfen Krischer Populismus vor.

## Ämter
Oliver Krischer ist unter anderem Mitglied im BUND, im NABU, im Verein Netzwerk Bergbaugeschädigter e. V. und im Tierschutzverein Kreis Düren.
In den Jahren 2001 bis 2006 war er Vorsitzender der Biologischen Station im Kreis Düren. Von 2002 bis 2008 war er Vorstandsmitglied im Förderverein Nationalpark Eifel und von 2010 bis 2017 dessen Vorsitzender. Hier beschäftigte er sich insbesondere mit den Themen Waldumbau (Fichtenwald zu Buchenwald), Lärmbelastung im Nationalpark, nationalparkverträgliche Entwicklung der ehemaligen NS-Ordensburg Vogelsang und der Ausweisung weiterer Nationalparks in NRW. Von 2011 bis 2013 war er Mitglied des Vorstandes von Eurosolar. Bis Juni 2022 war er ehrenamtliches Mitglied des Aufsichtsrats der Heinrich-Böll-Stiftung. Er war Vorsitzender des Aufsichtsrats der Deutschen Energie-Agentur GmbH (dena) und im Beirat der Bundesnetzagentur, im Aufsichtsrat der AWA Entsorgung GmbH und im Beirat des Bundesverband Bioenergie (BBE). Seit August 2022 ist er Mitglied des Verwaltungsrats der NRW.Bank.